# Artemis Elaphebolos (Kassel)
Die Darstellung der Artemis Elaphebolos (Ἐλαφηβόλος = Hirschtöterin) in der Kasseler Antikensammlung auf Schloss Wilhelmshöhe ist ein attisches Weihrelief aus dem späten 5. Jahrhundert vor Christus. Das Kunstwerk wurde wahrscheinlich in Athen gefunden und gelangte 1688 nach Kassel. Es trägt die Inventarnummer Sk 41.

## Geschichte und Beschreibung
Das Weihrelief wurde um 420/410 v. Chr. aus weißem, mittelkristallinem Marmor gehauen. Es wurde 1688 von hessischen Truppen aus Griechenland für den Landgrafen Karl mitgebracht. In den Jahren 1912/1913 wurde es restauriert. Der Zweite Weltkrieg hinterließ leichte Brandschäden an dem Kunstwerk. Bei einer Restaurierung in den Jahren 1973/1975 wurde die Platte gereinigt, gefestigt und mit einer Aufhängung versehen.
Der Stein ist zum Teil verwittert und bestoßen. Die Darstellung ist stark berieben und braun patiniert. Das Kunstwerk hat eine Höhe von 42 Zentimetern und am unteren Rand eine Breite von 30 Zentimetern. Am oberen Rand ist es einen Zentimeter schmäler. Die Platte, die das Relief trägt, ist 7 Zentimeter dick, das Relief bis zu 1,5 Zentimeter tief. Wahrscheinlich war die Marmorplatte ursprünglich in eine Wand eingelassen. Ihre Seitenränder sind geglättet, die Rückseite gepickt. Das Relief besitzt eine hohe Sockel- und eine niedrige Deckleiste. Auch die Seitenränder sind als Leisten ausgebildet, allerdings nur schwach. 
Das Relief zeigt die nach rechts gewandte jagende Artemis, die gerade einen Hirsch erlegt. Das Tier versucht bergwärts zu fliehen, ist aber bereits am Zusammenbrechen: Im Genick von einem Speer getroffen, wird es von der Göttin am Geweih gepackt. Mit der rechten Hand führt diese einen weiteren Speer und holt zum Todesstoß gegen den Hirsch aus. Artemis steht in Ausfallstellung fast frontal zum Betrachter der Szenerie, ihr Gesicht ist aber im Profil wiedergegeben. Ihr Haar ist hochgebunden, bekleidet ist die Göttin mit einem dünnen Chiton mit Überschlag und mit einem knielangen Mantel, der ihren Rücken umflattert, sowie mit Sandalen. Die Falten ihrer Gewänder unterstreichen ihre Bewegungen. Die Haltung der Göttin sowie die Linien der beiden Speere weisen auf das zentrale Geschehen im rechten unteren Viertel des Bildes hin. Der niederbrechende Hirsch weist mit seinem hochgereckten Kopf und dem aufgestemmten linken Vorderbein, das die Randleiste überschneidet, eine gegenläufige Bewegung auf. Räumliche Tiefenwirkung wird vor allem durch die Staffelung der Bildinhalte erreicht; der Hinterleib des Hirschs ist hinter dem vorgesetzten linken Bein der Göttin und ihren Gewändern verborgen. Ebenso verläuft der erste Speer, der den Hirsch im Genick getroffen hat, hinter dem Leib der Artemis.

## Einordnung
Die bildparallele Anordnung der Figuren auf dem Reliefgrund weist ebenso wie die freie Bewegung der Göttin und die Faltendarstellung der Gewänder auf eine Entstehung des Kunstwerks in einer attischen Bildhauerwerkstatt des späten 5. vorchristlichen Jahrhunderts hin. Als zeitlich und stilistisch nächstliegende Parallele wurde das Reliefbild der fliehenden Frau auf Platte D des Frieses vom Ilissos-Tempel (Berlin Sk 1483) ausgemacht. Auch hier ist eine auf felsigem Boden laufende Frau dargestellt, deren Oberkörper dennoch fast frontal dargestellt ist und deren Körperkonturen durch ihr Gewand hindurchscheinen. Darüber hinaus hat dieses Reliefbild ähnliche Abmessungen wie die Kassler Skulptur.
Der Tempelfries des Ilissos-Tempels befindet sich auf derselben Stilstufe wie der Nike-Tempel, dessen Balustradenreliefs 410 v. Chr. vollendet wurden. Der Fries wird der Periode zwischen der Errichtung der neuen Propyläen in den Jahren 437 bis 432 v. Chr. und der Vollendung des Erechtheions in den Jahren 421 bis 406 v. Chr. zugeordnet.

## Vermutungen zur Herkunft
Das Votivrelief könnte aus dem Heiligtum der Artemis Brauronia auf der Akropolis in Athen stammen. In Frage käme aber auch das Heiligtum der Artemis Agrotera, das in der Nähe der Akropolis im Ilissos-Kallirhoe-Gebiet südlich des Olympieions lag. Artemis wurde seit der minoisch-mykenischen Zeit in Griechenland verehrt und verkörperte zahlreiche Wesenszüge. Unter anderem galt sie als Herrin der Tiere, die diese, insbesondere die Hirsche, in freier Natur hegt. Darstellungen der Artemis beim Töten von Tieren oder auch Menschen wurden laut Peter Gercke erst ab dem späten 5. Jahrhundert v. Chr. geschaffen. Damit gehört das Kassler Artemisrelief zu den frühen Zeugnissen dieser Gruppe. Das Relief könnte zum Dank für oder als Fürbitte um Jagderfolg dargebracht worden sein.

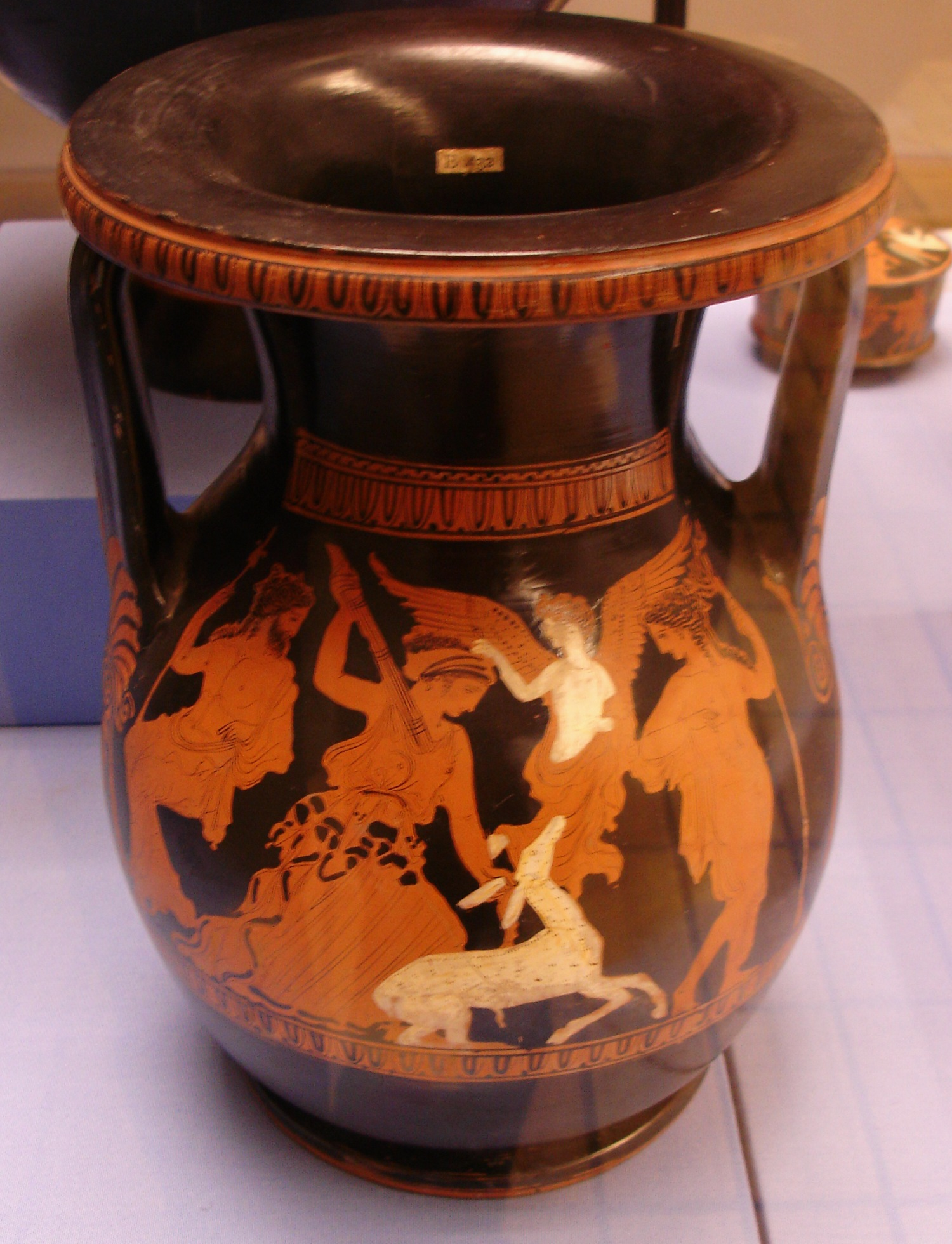
Artemis als Jägerin auf einer Pelike im Britischen Museum

Artemis wird in Verbindung mit Tieren, unter anderem auch Hirschen, literarisch schon früher erwähnt, und teilweise klingt auch das Jagdmotiv schon an. So findet sich im sechsten Buch der Odyssee in den Versen 102 bis 104 ein Vergleich der Phäakin Nausikaa mit Artemis. Diese hat dort das Epitheton ἰοχέαιρα („Bogenschützin“) und erfreut sich in den Gebirgen an wilden Tieren, auch Hirschen. Während zum Beispiel Schadewaldt die Passage möglichst wörtlich und damit zurückhaltender übersetzt, deutet Johann Heinrich Voß die Freude der Göttin an den Tieren als Jagdfreude. Seine Übersetzung der Verse lautet: 
So wie Artemis herrlich einhergeht, froh des Geschosses,

Über Taygetos' Höhn und das Waldgebirg Erymanthos,

Und sich ergötzt, Waldeber und flüchtige Hirsche zu jagen [...]